# 台吉营普宁寺
台吉营普宁寺，位于中国河北省承德市台吉营村，为承德市隆化县的一个省级文物保护单位，类型为古建筑，公布时间为1993年7月15日。
台吉营普宁寺的历史年代为清代。